# Повх Іван Лукич
Повх Іван Лукич (29 жовтня (11 листопада) 1909, село Миропілля Курської губернії, тепер Краснопільського району Сумської області — 15 лютого 1997, Донецьк, Україна) — український радянський вчений у галузі механіки, член-кореспондент АН УРСР (з 1961), заслужений діяч науки УРСР (з 1979), з 1987 року — професор Донецького державного університету.

## Біографія
Член КПРС з 1929 року. У 1936 році закінчив Ленінградський індустріальний інститут, викладав у цьому ж вузі. Учасник Другої світової війни. В 1961—63 роках працював заступником директора Інституту гірничої справи АН УРСР, у 1963 — 64 роках — в науково-дослідному Інституті чорних металів (Донецьк). З 1964 року — завідувач кафедри Донецького університету.

## Праці
Основні праці — з гідродинаміки і аерогідрогазодинаміки. Повх розробив теорію моделювання гідравлічних турбін на повітрі, методику експериментальних досліджень проточної частини парових турбін. Запропонував електромагнітні методи збагачування корисних копалин, очищення металів, впливу їх на процес кристалізації, виконав важливі дослідження щодо зниження турбулентного тертя добавками.

## Нагороди
Нагороджений орденом Червоної Зірки, медалями.

## Виноски
1. 1 2  Сотрудники Российской национальной библиотеки
2. ↑  https://www.nas.gov.ua/UA/PersonalSite/Pages/Biography.aspx?PersonID=0000010566

| українська персоналія | Це незавершена стаття про особу, що має стосунок до України. Ви можете допомогти проєкту, виправивши або дописавши її. |